# چپ‌روزنه
 چپ‌روزنه(نام علمی: Linophrynidae) نام یک تیره از راسته قلابچه‌ماهی است.